# Nasenegel
Der Nasenegel (Dinobdella ferox) ist eine Art im Süßwasser lebender sehr großer Blutegel aus der Ordnung der Kieferegel, der als Endoparasit in den Atemwegen bei Säugetieren wie auch beim Menschen Blut saugt. Er ist in großen Teilen Asiens verbreitet.

## Merkmale
Der Nasenegel gilt als größte Egelart Indiens und kann in einer Rindernase auf über 20 cm heranwachsen. Ein konserviertes 15,8 cm langes Exemplar war – im Bereich des 12. bis 14. Segments – bis zu 2,2 cm breit und bis zu 7 mm dick, im Schlundbereich 4,5 mm breit und 2,5 mm dick, an der männlichen Geschlechtsöffnung 1,3 cm breit und 4,5 mm dick, wobei die männliche Geschlechtsöffnung 2,1 cm vom Vorderende betrug und der hintere Saugnapf einen Durchmesser von 2,25 cm hatte. Während das Vorderende des Egels schlank und der Kopf klein ist, kann der hintere Saugnapf eine erhebliche Größe erreichen und breiter als die weit hinten befindliche breiteste Stelle des übrigen Körpers sein. Die Haut des Egels ist einheitlich dunkelgrün ohne jede Zeichnung. Von den äußerlich nicht erkennbaren Segmenten umfassen 16 Segmente im mittleren Abschnitt des Körpers jeweils 5 äußere Ringel, deren Furchen einheitlich tief sind.
Die Augen des Egels, die in fünf Augenpaaren im Kopfbereich sitzen, sind klein und daher nur schwer erkennbar. Die Kiefer sind wie generell in der Gattung Dinobdella klein, weich, glatt, zahnlos und ohne Papillen, so dass sie nur an Schleimhäuten und nicht im Fell Wunden beißen können. Wie bei den verwandten Arten hat der Speichermagen (Kropf) pro Segment zwei Paar wohl entwickelte, lange und dünne Blindsäcke.
Die Geschlechtsorgane der zwittrigen Tiere entwickeln sich erst, wenn die herangewachsenen Egel den Wirt verlassen haben und im Süßwasser leben. Das männliche Atrium ist stark keulenförmig, die Prostata massiv und der Ejakulationsgang ohne vergrößerten Bulbus. Die röhrenförmige Vagina ist sehr lang und schlank, und die Albumindrüse nimmt die gesamte Länge des gemeinsamen Eileiters ein.

## Verbreitung, Lebensraum und Lebensweise
Der Nasenegel ist in stehenden Binnengewässern wie Quellen, Teichen und Sümpfen in Indien, Sri Lanka, Myanmar, Thailand und China weit verbreitet. Er scheint in Trockengebieten zu fehlen, ist aber in Gegenden mit starkem saisonalen Regen sehr häufig, so in Sri Lanka, Manipur, Darjeeling und Teilen von Punjab, Uttar Pradesh, im Himalaya (beispielsweise in Naini Tal) und in Thailand. In Sri Lanka ist er besonders im Flachland häufig, tritt aber in Darjeeling bis in 1700 Metern und in Mukteshwar (Uttarakhand) bis in 2500 Metern über dem Meeresspiegel auf. Neben gelegentlichem Auftreten in den Nasenhöhlen von Menschen befällt er die Nasenhöhlen unterschiedlichster Säugetiere, so Yak, Wasserbüffel, Hausrind, Hauspferd, Haushund, Makaken und Hirsche, die durch konstanten Blutverlust geschwächt werden und an den Folgen eines starken Befalls sterben können.

## Lebenszyklus
Dinobdella ferox ist wie alle Gürtelwürmer ein Zwitter. Bevor die Geschlechtsorgane heranreifen können, müssen die Tiere ihren Wirt verlassen. Die Paarung, bei der sich zwei Egel gegenseitig begatten, findet in einem Gewässer statt. Beide Partner bilden mithilfe des Clitellums einen Kokon und legen in diesen ihre Eier. Aus dem Kokon schlüpfen fertige kleine Egel, die auf die Gelegenheit warten, dass ein durstiges Säugetier kommt und seine Nase in das Gewässer taucht, um so zum Wirt dieses Parasiten zu werden.

## Systematik
Der französische Zoologe Raphaël Blanchard beschrieb den in Rindernasen saugenden Egel erstmals 1896 und stellte ihn in die von ihm 1888 aufgestellte Gattung Whitmania, benannt nach dem US-amerikanischen Zoologen Charles Otis Whitman, während das lateinische Artepitheton ferox „unbändig, zügellos“ bedeutet. John Percy Moore wählte 1927 bei seiner Gattungsbeschreibung den Namen Dinobdella „Schrecklicher Egel“ (altgriechisch δεινός deinós „furchtbar, schrecklich“ und βδέλλα bdélla „Egel“).